# Kim Kold
Kim Kold (Copenhague, 25 de agosto de 1965) es un actor, empresario y exculturista profesional danés.

## Trayectoria profesional
Kold fue portero de fútbol, en ligas menores. Una lesión le obligó a entrenar en gimnasios, para recuperarse. Al final, dejó el fútbol, y se recicló como culturista, mientras trabajaba como cerrajero. Con una altura de 1,93 m (6'4") y un peso de 155 kg (320 libras), es conocido principalmente por su papel del miembro del equipo de Owen Shaw, en el rol de Klaus, en Fast & Furious 6 (2013).
Kold fue persuadido por su amigo, el director de cine Mads Matthiesen, para interpretar el papel principal en el cortometraje Dennis (2007). La película no fue promocionada, pero pronto se hizo popular y convirtió a Kold en un conocido actor. Repitió el papel de Dennis cuando Matthiesen hizo Teddy Bear (2012), una adaptación de largometraje de Dennis, que fue aclamada en el Festival de Cine de Gijón.[cita requerida] Apareció en Fast & Furious 6 (2013), así como en el cortometraje polaco Smok (2015), basado en la leyenda del dragón de Wawel, en Cracovia. En 2016 apareció en la película Star Trek Beyond y en 6 Underground (2019). Reside en Puerto Banús, donde tiene una empresa de seguridad.

## Premios
- Campeón Nacional de Culturismo de Dinamarca (2006)

## Filmografía
- Dennis (2007) - Dennis (cortometraje)
- Blå mænd (2008) - Spiller en rocker der uddeler et par flade til Dion (Mick Øgendahl)
- Fri os fra det onde (2009) - Leif Christensen
- Teddy bear (2012) – En spillefilm over kortfilmen Dennis
- Fast & Furious 6 (2013) – Klaus
- Star Trek Beyond (2016) - Zavanko
- Dræberne fra Nibe (2017) - Tolder
- Anabolic Life (2017) - Peter
- Requiem for a Fighter (2018) - Lucas
- 6 Underground (2019) - Daqeeq